# Irène du Buisson de Longpré
 (avril 2018).
Si vous disposez d'ouvrages ou d'articles de référence ou si vous connaissez des sites web de qualité traitant du thème abordé ici, merci de compléter l'article en donnant les références utiles à sa vérifiabilité et en les liant à la section « Notes et références ».
Pour les articles homonymes, voir Buisson et Longpré.
Marie Irène Catherine du Buisson de Longpré (1720-1767) est la fille de Jacques du Buisson, seigneur de Longpré, et d'Irène Séran de La Tour. Elle est connue dans les mémoires et l'historiographie sous le nom de Madame Filleul. 

## Biographie
Elle est issue d'une famille appauvrie de la noblesse normande. En 1747, elle épouse, dans la chapelle familiale de Longpré sur la paroisse de Falaise, un bourgeois, Charles François Filleul.
Elle devient apparemment une des maîtresses de Louis XV, roi de France. Elle aurait eu de cette escapade deux  filles nommées Julie Filleul et Adélaïde Filleul. Dès lors son mari devient secrétaire du roi (il l'est en effet en 1761 lors de la naissance d'Adélaïde). Elle est dame de compagnie de Madame Adélaïde.
Elle est ensuite la maîtresse du fermier général Étienne-Michel Bouret, parrain d'Adélaïde.
Elle est donc mère de deux filles :
- Marie-Françoise Julie Constance Filleul, dite Julie Filleul (Château de Longpré 1751 - Paris 1822), qui épousera

1. Abel-François Poisson de Vandières en 1767, marquis de Vandières, de Marigny, de Ménars, etc., directeur des Bâtiments du roi, frère de Madame de Pompadour, avec qui elle a eu une fille décédée jeune ;
2. François de La Cropte, marquis de Bourzac en 1783 dont elle divorcera en 1793.

- Adélaïde Marie Émilie Filleul, dite Adélaïde Filleul (1761[3] - 1836), qui épousera en 1779 Charles-François de Flahaut de La Billarderie, deviendra écrivain et aura de Charles-Maurice de Talleyrand-Périgord, alors abbé puis évêque d'Autun, un fils adultérin que reconnaîtra son mari, Charles de Flahaut. Veuve, elle épouse José Maria de Souza-Botelho, ambassadeur du Portugal en France.

Mme Filleul aurait poussé dans les bras de Louis XV sa cousine germaine par alliance, la comtesse de Seran.